# Medina (cantant)
Medina (nascuda Andrea Fuentealba Valbak el 30 novembre de 1982 a Århus) és una cantant, ballarina i compositora danesa de dance, hip-hop i R&B. És filla de pare xilè i mare danesa. Les seves cançons són en danès i es va fer popular a partir del 2009.

## Discografia
- Tæt på (2007)
- Velkommen til Medina (2009)
- Welcome to Medina (2010) (versió en anglès de l'àlbum en danès)
- For altid (2011)